# Alien Trilogy
Alien Trilogy là một game bắn súng góc nhìn thứ nhất do hãng Probe Entertainment phát triển và Acclaim Entertainment phát hành cho các hệ máy PlayStation, Sega Saturn và MS-DOS vào năm 1996. Trò chơi dựa trên ba bộ phim đầu tiên trong dòng phim Alien.

## Cốt truyện
Trong vai Trung úy Ellen Ripley, người chơi sẽ được trải nghiệm một câu chuyện mở có nguồn gốc từ ba bộ phim đầu tiên của loạt phim Aliens. Bên cạnh những đoạn phim cắt cảnh CGI thỉnh thoảng mới xuất hiện, cốt truyện được kể lại qua bảng tóm lược nhiệm vụ bằng chữ nhằm hướng dẫn người chơi thông qua một câu chuyện theo hướng hành động mở rộng, dựa trên các thiết lập và nhân vật của bộ ba phim về sau chứ không phải thông qua phần cốt truyện cụ thể của chính các phim này. Trò chơi bắt đầu về cơ bản cách thức giống như phim Aliens, như Ripley—với tư cách là lính thủy quân lục chiến—thực hiện chuyến đi đến LV426 nhằm khôi phục lại liên lạc với thuộc địa ở đó. Toán lính thủy quân lục chiến khác đang dần bị xóa sổ, vì vậy mà Ripley phải đi xuyên qua vùng thuộc địa và cơ sở nhà tù bị nhiễm khuẩn, và cuối cùng làm nổ tung cả phi thuyền ngoài hành tinh, để tiêu diệt sinh vật ngoài hành tinh và trốn thoát khỏi nơi đấy.

## Lối chơi
Alien Trilogy lấy nhiều yếu tố từ loạt phim Aliens, như bầy quái vật đặc trưng của phim gồm face hugger, chest burster, dog alien, adult alien và Queen alien. Game có tổng cộng 30 màn chơi và ba con trùm Queen alien. Cùng sự hiện diện của nhiều loại vũ khí gồm súng trường xung điện từ Aliens và các trang thiết bị khác, chẳng hạn như đèn chiếu sáng gắn trên vai mà người chơi có thể dùng được. Các phiên bản console chỉ có mỗi phần chiến dịch chơi đơn trong khi phiên bản DOS còn có thêm mục chơi nối mạng nhiều người theo thể thức deathmatch.

## Phát triển
Vào đầu năm 1994, Acclaim đã thông báo rằng Alien Trilogy sẽ là game đầu tiên sử dụng công nghệ motion capture 3D do đội ngũ kỹ sư của họ là Advanced Technologies Group tạo ra. Các chuyển động của sinh vật ngoài hành tinh 'đã được tạo nên là nhờ sử dụng công nghệ này.

## Đón nhận
Alien Trilogy nhận được đánh giá tích cực từ giới phê bình. Website tập hợp các bài đánh giá GameRankings đã chấm cho phiên bản PlayStation số điểm 77.50% dựa trên 5 đánh giá, phiên bản Sega Saturn được 77.00% dựa trên 1 đánh giá, và phiên bản PC được 43,00% dựa trên 3 đánh giá. IGN đã chấm cho game số điểm 8/10, chỉ trích cơ chế bắn súng giống như Doom, thỉnh thoảng còn lẫn lộn cách bố trí màn chơi và thiếu đi sự dẫn dắt câu chuyện. Irwin Fletcher của Game Revolution đã ca ngợi các giá trị sản xuất cao độ, bình luận rằng "Alien Trilogy chẳng có gì mang tính đột phá, nhưng nó quả thực là một game bắn súng tốt đấy chứ." Phiên bản PlayStation lại được xem là tựa game bán chạy nhất ở nước Anh.